# Senopterina alligata
Senopterina alligata är en tvåvingeart som beskrevs av Wulp 1898. Senopterina alligata ingår i släktet Senopterina och familjen bredmunsflugor. Inga underarter finns listade i Catalogue of Life.